# Інтерференційний експеримент Юнга
Інтерференційний дослід Юнга або Інтерферометр на подвійних щілинах — оптичний прилад, запропонований в 1802 році Томасом Юнгом для спостереження явища інтерференції когерентних світлових хвиль. Цей експеримент зіграв головну роль в прийнятті хвильової теорії світла. На думку самого Юнга, цей експеримент був найвищим досягненням його життя.

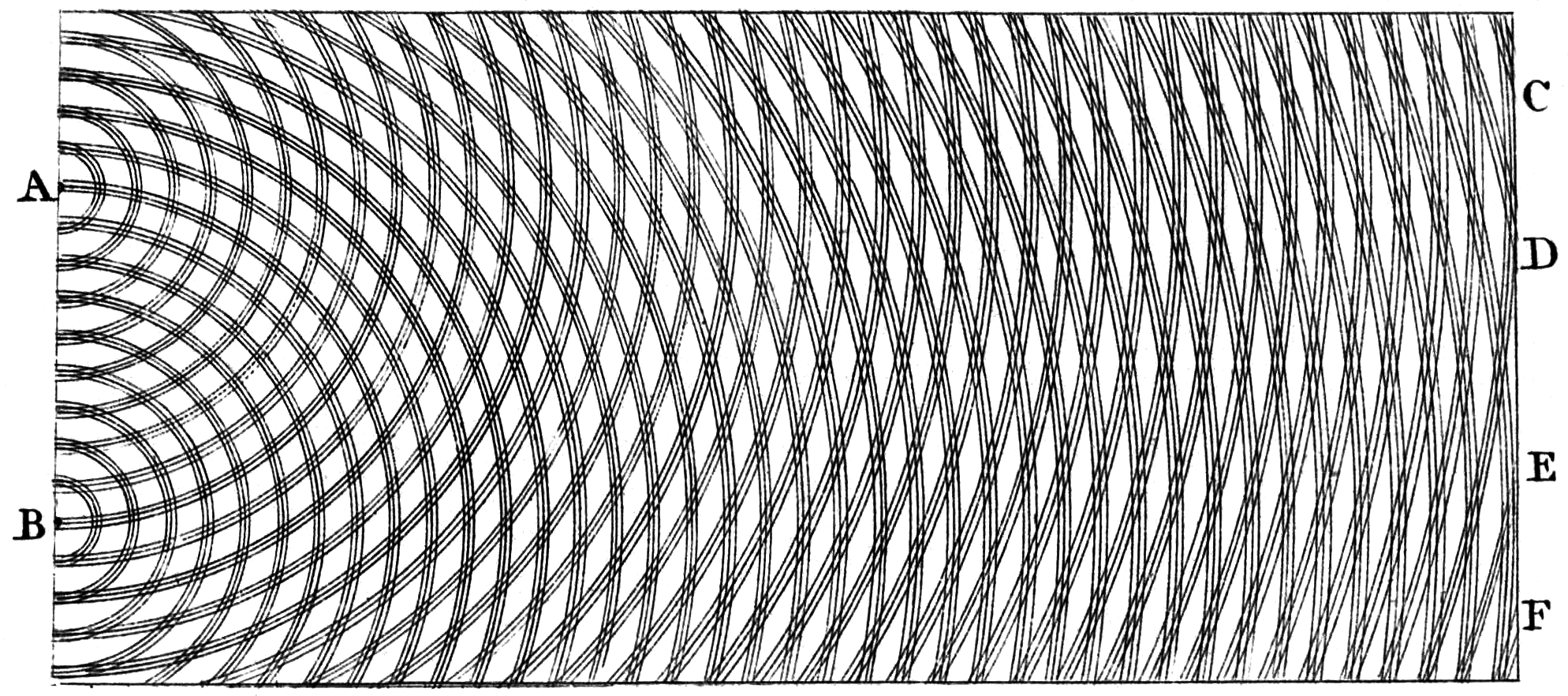
Малюнок Томаса Юнга для інтерференції від двох щілин, який спостерігався на поверхні води.

 Цей прилад складається з двох вузьких щілин S1 та S2, які виконують роль двох когерентних джерел світла. Справа в тому, що через них проникають два когерентні промені світла від основного джерела світла S. Відстань між щілинами дорівнює {\displaystyle d}. Віссю інтерференційної схеми Юнга є лінія, проведена від основного джерела світла через середину відстані між щілинами. База інтерферометра {\displaystyle L}— це відстань від площини щілин до площини інтерференційного поля (екрану). На екрані виникає інтерференційна картина у вигляді паралельних до щілини еквідистантних світлих та темних смуг. За шириною інтерференційної смуги можна визначити довжину хвилі світла.

## Геометрична схема

Геометрична схема Юнга, поряд із дзеркалами Френеля відповідно до Захар'євського стала стандартом де-факто для розгляду явища інтерференції. В рамках даної схеми видно (див. мал.15), що інтерференція є типовим двомірним 2D-явищем. Наприклад, для його розгляду достатньо розглядати площину ({\displaystyle x,y}), де вздовж осі {\displaystyle x}розглядається інтерференційна база, а вздовж осі {\displaystyle y}— цуг інтерференційних смуг. На розміри системи вздовж осі {\displaystyle z}накладається тільки одна умова для дзеркал — їхня висота повинна бути більшою вдвічі за довжину хвилі {\displaystyle \lambda } світла, а також максимальна висота обумовлена зверху комфортністю спостереження інтерференційних смуг.

### Кут нахилу схеми Юнга
Кут нахилу схеми Юнга {\displaystyle \theta }можна визначити наступним чином. Нехай довільна точка P знаходиться на інтерференційному екрані. Тоді різниця ходу між двома хвилями в точці P буде:
{\displaystyle \Delta =d\sin \theta =n\lambda }
де {\displaystyle n} — ціле число, а значення кута Юнга буде:
{\displaystyle \sin \theta ={\frac {n\lambda }{d}}}
При малих значеннях кута справедливе співвідношення {\displaystyle \theta \approx \sin \theta }.

### Ширина інтерференційної смуги
Нехай {\displaystyle y} є відстань від точки P до центру відстані між двома щілинами. Тоді її можна подати у вигляді:
{\displaystyle y=L\tan \theta }.
Для малих кутів Юнга {\displaystyle \theta }, справедливе співвідношення {\displaystyle y=L\tan \theta \approx L\sin \theta }, і тому
{\displaystyle y={\frac {Ln\lambda }{d}}}.
В загальному випадку Ширина інтерференційної смуги визначається як:
{\displaystyle \sigma =y_{n+1}-y_{n}={\frac {L\lambda }{d}}}.
Тобто її значення збігається з аналогічним для схеми Френеля.

### Зсув інтерференційної смуги
Розглянемо збурення, що виникає на шляху двох променів, що приводить до відносної зміни фази:
{\displaystyle \xi =\Delta \phi /2\pi \neq 0}.
Очевидно, що модуль цієї величини змінюється в діапазоні:
{\displaystyle 0\leq |\xi |\leq 1}.
Оскільки при {\displaystyle \xi =1}, інтерференційна картина збігається з незміщеною. Нехай {\displaystyle N}- а інтеграційна смуга знаходиться на відстані від центру поля {\displaystyle y_{N}}. Тоді для неї різниця ходу буде згідно з моделлю Захар'євського:
{\displaystyle \delta _{N}=N\lambda ={\frac {ay_{N}}{r+s}}},
де {\displaystyle r+s=L} — інтерференційна база. Включення збурення приводить до зміни різниці ходу:
{\displaystyle \delta _{N}(\pm \xi )=(N\pm \xi )\lambda ={\frac {a(y_{N}\pm \Delta y)}{r+s}}}.
Оскільки ширина інтерференційної смуги рівна:
{\displaystyle \sigma =N\lambda ={\frac {a(y_{N})}{r+s}}},
тому зсув інтерференційної смуги буде:
{\displaystyle \Delta \sigma =\xi \lambda }.
Слід відзначити, що при наявності збурення всі інтерференційні смуги (як єдина цілісність) зміщуються однаково в певну сторону, в залежності від напряму збурення.
Таким чином, основна проблема для любої інтерференційної схеми, це знаходження явного вигляду функції збурення:
{\displaystyle \xi =\xi (v)\approx \xi _{exp}}
та наступного порівняння з експериментальними значеннями. Тут {\displaystyle v}— довільна швидкість матеріальних об'єктів, що може бути контрольованою (явно, або не явно) під час експерименту.